# South Gorin
South Gorin est une ville du comté de Scotland, dans le Missouri, aux États-Unis,. Située au sud-est du comté, elle est fondée en 1857 et incorporée en 1889.

## Démographie
Lors du recensement de 2010, la ville comptait une population de 91 habitants. Elle est estimée, en 2016, à 94 habitants.

### Source de la traduction
- (en) Cet article est partiellement ou en totalité issu de l’article de Wikipédia en anglais intitulé « South Gorin, Missouri » (voir la liste des auteurs).